# Ground-and-pound
Ground-and-pound (česky: Sraž a Dobij, též Ground striking) je styl/strategie boje v MMA, kde se bojovník snaží v nestřeženém okamžiku porazem a nebo z klinče zvratem či hodem dostat soupeře na zem, potom co je bojovník i jeho soupeř na zemi, bojovník se snaží dosáhnout dominantní pozice ,která by mu umožňovala soupeře dobíjet. Této pozice dosáhne buď okamžitě potom, co se se soupeřem za pomocí chvatu dostal na zem nebo poté a to za pomoci chvatů pro boj na zemi nebo bolestivých úderů. Až dominantní pozice dosáhne, soupeře začne dobíjet, dokud zápas rozhodčí neukončí (TKO). Tento styl/strategii nejvíce využívají bývalí zápasníci.

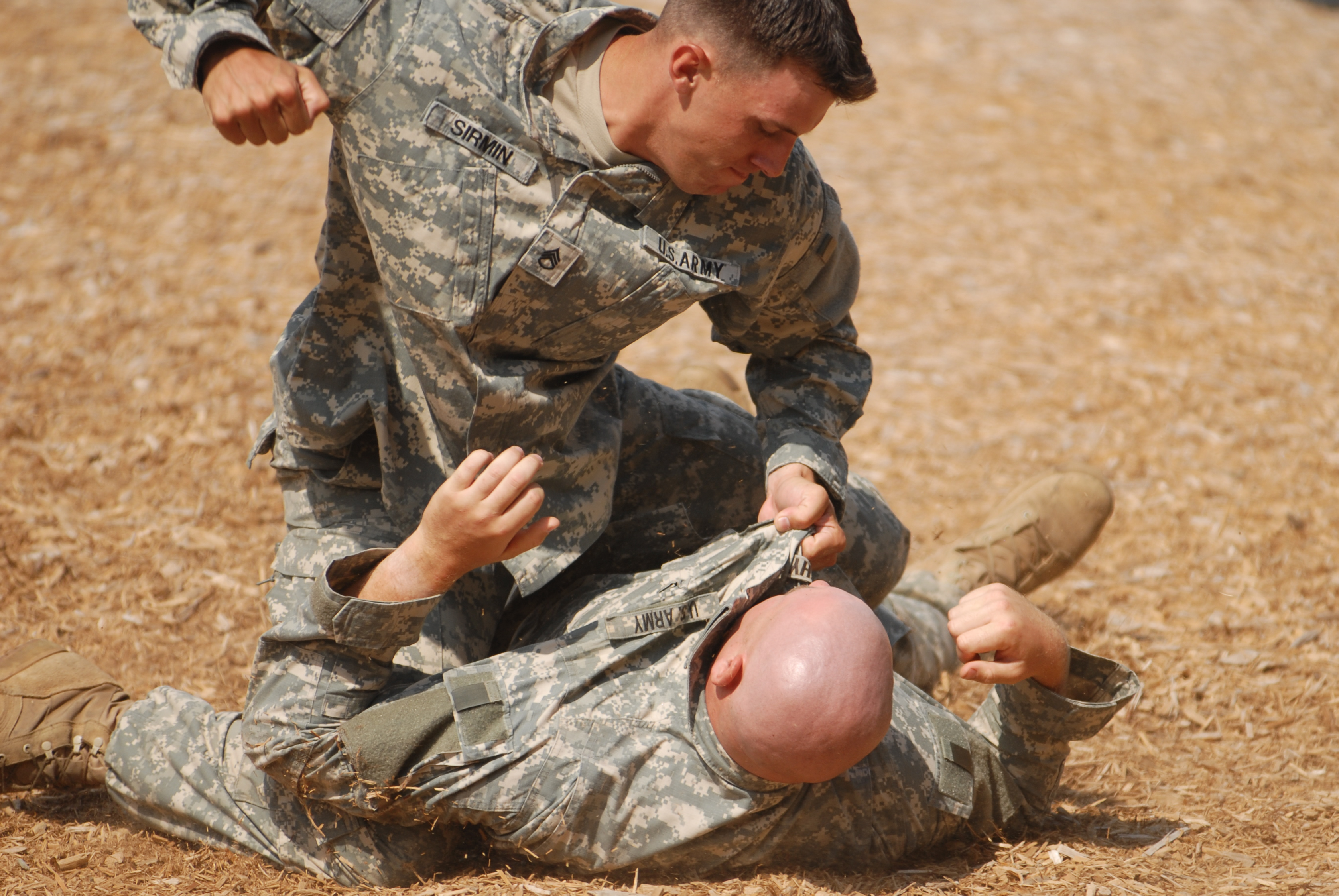
Voják na zemi dobíjí soupeře
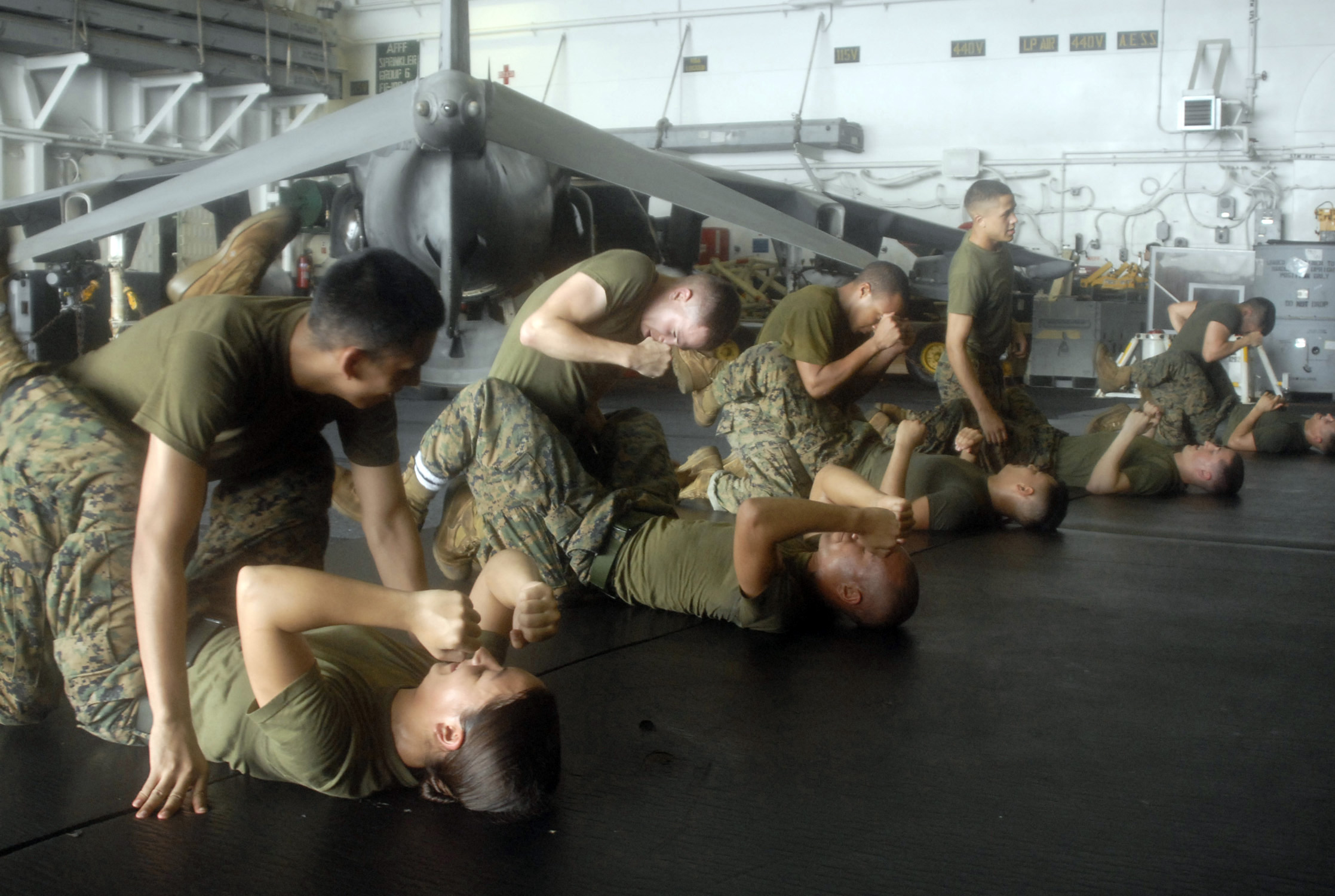
Vojáci cvičí dobíjení na zemi
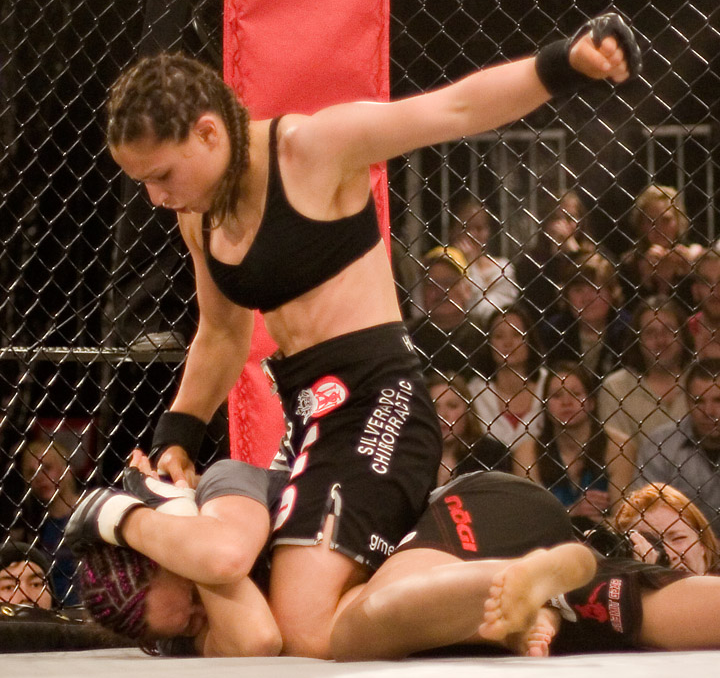
Ženská MMA bojovnice dobíjí soupeřku